# Auerbach in der Oberpfalz
Auerbach in der Oberpfalz är en stad i Landkreis Amberg-Sulzbach i Regierungsbezirk Oberpfalz i förbundslandet Bayern i Tyskland.